# 우나강

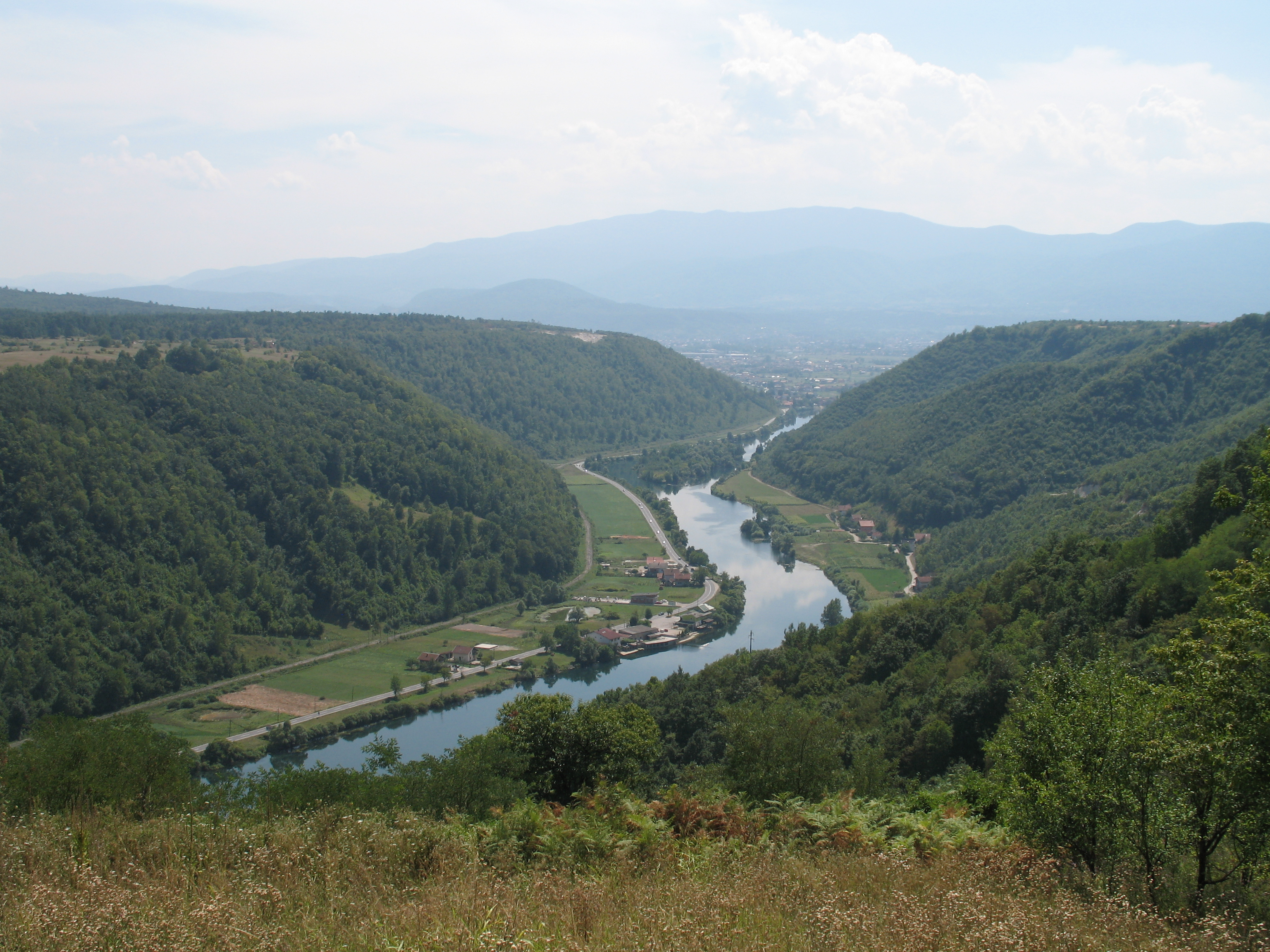
보스니아 헤르체고비나를 흐르는 우나강

우나강(보스니아어: Una, 크로아티아어: Una, 세르비아어: Una / Уна)은 크로아티아, 보스니아 헤르체고비나를 흐르는 강으로 사바강의 지류이며 길이는 212 km, 유역 면적은 9,368 km2이다.
크로아티아의 스트라주베니차산(Stražbenica)에서 발원하여 크로아티아 국경 지대를 4km 정도 흐른 다음에 보스니아 헤르체고비나로 흘러가며 크로아티아의 야세노바츠(Jasenovac)에서 사바 강과 합류한다. 우나강이 흐르는 주요 도시로는 보스니아 헤르체고비나 비하치가 있다.